# Bajerov
Bajerov je obec na Slovensku, v okrese Prešov v Prešovském kraji. Žije v ní 409 obyvatel. 

## Historie
První písemná zmínka o obci je z roku 1322, kde je uváděn jako Bayor později Bavari. V obci byla kurie a patřila zemanu Bekovi z Bajerova a od roku 1427 zemanu Fejerovi a dalším panstvím. V roce 1427 platila ves Nižný Bajerov daň z 26 port a Vyšný Bajerov z 8 port. V dalším období se počet snižoval takže v roce 1543 byly daněny z čtyřech port a v roce 1588 už jen ze dvou port. Opuštěnou půdu zabírali zemané, kteří ve vsi založili statek. V roce 1787 žilo v 40 domech 294 obyvatel a v roce 1828 žilo v 37 domech 292 obyvatel. Hlavní obživou bylo zemědělství, práce v lese, povoznictví a domácí řemeslná výroba.

## Poloha

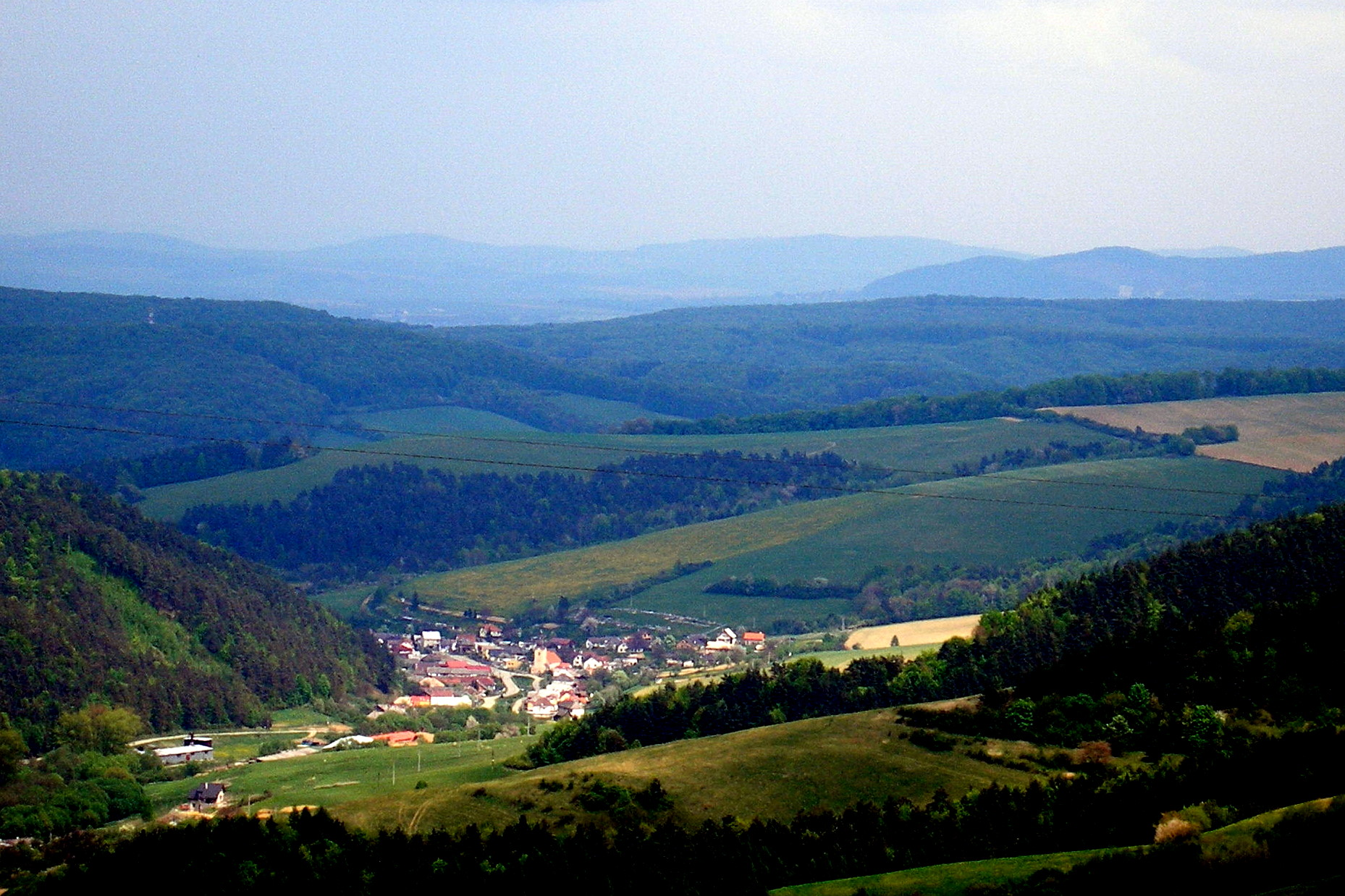
Pohled na obec Bajerov

Obec se nachází v mikroregionu Čierná Hora. Leží v jižní části Šarišské vrchoviny v údolí Kvačianského potoka. Členitá vrchovina má nadmořskou výšku 330–554 m, střed obce je ve výšce 345 m n. m., a je tvořená centrálně-karpatským flyšem. Území obce je převážně odlesněné a nesouvislé lesní porosty jsou roztroušené po celém území obce. Celková rozloha obce je 6,63199 km², z toho v roce 2020 připadalo 58 % na zemědělskou půdu. Celkové využití půdy (2020): 19 % orná půda, 2 % zahrady, 37 % lesy. V roce 2024 připadalo 383,62 ha na zemědělskou půdu, z toho 125,03 ha připadalo na ornou půdu, 13,02 ha na zahrady a 243,51 ha na travnaté plochy. Lesy zaujímaly 227,81 ha, vodní plocha zaujímala 16,58 ha a 24,44 ha připadalo na zastavěnou plochu a nádvoří.
Obec sousedí:
|         | Žipov, Ondrášovce |                          |
| Kvačany |                   | Brežany, Rokycany, Janov |
|         | Sedlice           |                          |

## Pamětihodnosti
V obci je římskokatolický farní kostel svatého Michala z roku 1826 postavený v klasicistním slohu na místě požárem zničeného původního kostela. Kostel je kulturní památkou Slovenska. Svatyně je jednolodní stavba s půlkruhovým závěrem (kněžiště) a předsazenou věží v průčelí. V interiéru jsou pruské klenby, kněžiště je kryté konchou. Hlavní oltář je z druhé poloviny 18. století. V roce 1798 byla zřízená římskokatolická farnost Bajerov s filiálními obcemi Rokycany, Žipov, Brežany a Kvačany. Farnost náleží pod děkanát Prešov-Západ, arcidiecéze košické.